# 매향중학교
매향중학교(梅香中學校)는 대한민국 경기도 수원시 팔달구 매향동에 있는 사립 중학교이다.

## 학교 연혁
- 1902년 6월 : 미국 북감리교 여선교회 메리 스크랜턴 여사(제1대 이사장)에 의하여 개교
- 1903년 4월 : 초대 이하영 학당장 취임
- 1910년 3월 : 첫 졸업생 4명 배출(나혜석, 박충석, 차우르다, 홍보배)
- 1938년 4월 : 매향여자심상 소학교로 교명변경
- 1941년 5월 : 수원여자매향학교로 교명 인가
- 1951년 9월 : 매향중학교(3년제) 인가
- 1964년 6월 : 학교법인 매향학원 인가
- 1973년 9월 : 대강당 및 예배당 준공
- 1982년 3월 : 제7대 유수자 교장 취임(중․고 분리)
- 2002년 4월 : 특별관 3실 증축
- 2003년 11월 : 나혜석홀(다목적실) 준공
- 2009년 11월 : 남·녀 공학 인가
- 2009년 12월 : 매향중학교로 교명 인가
- 2011년 12월 : 매향중학교 야구부 창단
- 2013년 2월 : 제14대 김호섭 이사장 취임
- 2015년 7월 : 식생활교육관 준공
- 2019년 12월 : 건물 외벽 리모델링
- 2021년 9월 : 제14대 박용진 교장 취임
- 2024년 1월 : 제78회 졸업식(졸업생 19,708명)

## 참고 자료
- 매향중학교 - 한국교육학술정보원 학교알리미